# Миху, Юлиан
Юлиа́н Ми́ху (рум. Iulian Mihu; 3 ноября 1926, Бухарест, Румыния — 20 июня 1999, Никулицел, Румыния) — румынский кинорежиссёр и сценарист.

## Биография
В 1955 году окончил Институт имени Караджале. Дебютировал короткометражкой «За яблоками». Считался мастером экранизаций.

## Фильмография

### Режиссёр
- 1953 — За яблоками / La mere (по Антону Чехову, 1955, с Маноле Маркусом)
- 1955 —  / Jocurile copilăriei
- 1960 — Жизнь не прощает / Viaţa nu iartă (с Маноле Маркусом, по Александру Сахии)
- 1961 — Сентиментальная повесть / Poveste sentimentală (по Хорию Ловинеску)
- 1965 — Белый процесс / Procesul alb (по Эуджену Барбу)
- 1969 —  / Neînfricaţii (сериал)
- 1972 — Феликс и Отилия / Felix şi Otilia (по Джордже Кэлинеску)
- 1974 — Мы не снимались, мы развлекались / Nu filmăm să ne-amuzăm
- 1975 — Александра и ад / Alexandra şi infernul (по Лауренциу Фулге[рум.])
- 1976 — Великий одиночка / Marele singuratic (по Марину Преде)
- 1979 —  / Femeia la volan
- 1981 — Слабый отсвет страдания / Lumina palidă a durerii (в советском прокате «Отзвуки далёкого прошлого»)
- 1981 — Человек и его тень / Omul şi umbra (сериал)
- 1982 —  / Comoara
- 1984 —  / Surorile
- 1986 —  / Anotimpul iubirii
- 1988 —  / Muzica e viaţa mea
- 1991 —  / Băiatul cu o singură bretea
- 1998 —  / Dublu extaz

### Сценарист
- 1981 — Человек и его тень / Omul şi umbra (сериал)
- 1984 —  / Surorile

## Награды
- 1981 — Почетный диплом XII Московского международного кинофестиваля («Слабый отсвет страдания»)
- 1981 — номинация на «Золотой приз» XII Московского международного кинофестиваля («Слабый отсвет страдания»)